# Per Niclas Forsberg
Per Niclas Forsberg, född 1733, död 8 oktober 1798 i Hovförsamlingen, Stockholm, var en svensk amatörorgelbyggare och kammarvaktmästare på Drottningholms slott.
Forsberg lärde sig troligen att bygga orglar av stolmakaren Jonas Ekengren i Stockholm. Två av Forsbergs orglar är bevarade till idag. Orglarna utmärker sig för de originella fasaduppställningarna och det välgjorda möbelsnickeriet.
Bodde på Drottningholm.

## Biografi
Forsberg i början av sin karriär som kunglig lakej. Han kom senare att arbetade som kunglig kammarvaktmästare. Forsberg avled 8 oktober 1798 i Hovförsamlingen, Stockholm av slag.

### Familj
Forsberg gifte sig med Catarina Maria Grip. De fick tillsammans dottern Ulrica Carolina (1764–1841).

## Lista över orglar
| År   | Ursprunglig kyrka   | Stift   | Bild | Manualer | Pedal   | Stämmor | Bevarad orgel/fasad | Övrigt |
| ---- | ------------------- | ------- | ---- | -------- | ------- | ------- | ------------------- | --- |
| 1781 | Enköpings-Näs kyrka | Uppsala |      | 1        | Bihängd | 12      | Ja/Ja               | Renoverad och omdisponerad 1856 med 1 stämma av Johan Adolf Lundell, Teda. Från Scharf III till Vox Candida 8'.                                                                                           |
| 1785 | Teda kyrka          | Uppsala |      | 1        | Bihängd | 6       | Ja (delvis)/Ja      | Omdisponerad 1853 av Johan Adolf Lundell, Teda. Orgeln var ur bruk mellan 1921 och 1948. 1948 renoverades orgeln av Bröderna Moberg, Sandviken.                                                           |
| 1798 | Lovö kyrka          | Uppsala |      | 1        | Bihängd | 8       | Ja/Ja               | Ombyggdes 1833–1834 av Pehr Zacharias Strand, Stockholm till 7 stämmor. Orgeln flyttades 1885 till Sånga kyrka och 1968 vidare till Skå kyrka. Renoverad 1981 av Åkerman & Lund Orgelbyggeri Ab, Knivsta. |
| 1802 | Tolfta kyrka        | Uppsala |      |          |         |         | Nej/Nej             | Kontrakt skrevs 1798 med Forsberg. Han avled innan den färdigställdes av gesällerna Fredrik Rudberg och N. Herrlin 1802.                                                                                  |